# Henry George Smith
Henry George Smith ( 26 de julio de 1852 – 19 de septiembre de 1924) fue un naturalista, y químico australiano, cuya obra pionera en la química de los aceites esenciales de la flora australiana adquirió reconocimiento mundial.

## Biografía
Smith había nacido en Littlebourne, Kent, Inglaterra, siendo educado en escuelas de Ickham y de Wingham, y también tuvo clases particulares con el Rev. Mr Midgley, M.A. Fue a Sídney en 1883 por razones de salud, y en 1884 obtiene un puesto semicientífico en el personal del "Museo Tecnológico de Sídney". Comenzó a estudiar materias científicas y de química en particular, en 1891 fue nombrado ayudante de laboratorio en el museo, y en el mismo año se publicó su documento original por primera vez en los Proceedings de la Sociedad linneana de Nueva Gales del Sur. Se convirtió en minerólogo del museo en 1895, y en el mismo año en colaboración con Joseph Maiden contribuyó en un artículo sobre "Eucalyptus Kinos and the Occurrence of Endesmia" en Proceedings de la "Real Sociedad de Nueva Gales del Sur". Esta fue la primera contribución de Smith a la química orgánica, y posteriormente en 1898 a 1911 fue profesor en esa materia a los estudiantes del Coelgio Técnico de Sídney.
En 1896, comenzó su colaboración con Richard Thomas Baker con investigaciones en los aceites esenciales del peppermint de Sídney: Eucalyptus piperita. Con Baker trabajando en el aspecto botánico y él mismo en lo químico, sus estudios dieron lugar a un notable trabajo: A Research on the Eucalyptus especially in Regard to their Essential Oils que se publicó en 1902. Una edición revisada de ese último trabajo que contenía investigaciones posteriores apareció en 1920. Otra obra autorizada de gran valor de estos autores, fue la investigación A Research on the Pines of Australia, publicada en 1910. Smith fue nombrado curador asistente y químico económico en el Museo Tecnológico de Sídney, en 1899 y desempeñó ese cargo hasta su jubilación en 1921. Después de su retiro, continuó trabajando con Baker y en 1924 sacaron otro volumen: Wood-fibres of Some Australian Timbers. Falleció en su hogar de un ataque cardíaco, en los suburbios de Sídney, Roseville, Nueva Gales del Sur
Desde alrededor de 1914, Smith había sido informalmente asociados con el departamento de química orgánica de la Universidad de Sídney, y continuó trabajando allí después de su retiro del museo.

## Algunas publicaciones
Autor de más de 100 artículos, 62 de los cuales apareecieron en Proceedings de la Real Sociedad de N.S.W., otros en Journal of the Chemical Society.
- 1922. Minerals and the Microscope. Ed. revisada de Murby, 116 p.

- 1907. Recent Work on the Eucalypts. Ed. Vacher & Sons, 27 p.

- 1902. Notes on the Chemical Constituents from the Eucalypts, 10 p.

- 1901. On a New Aromatic Aldehyde Occurring in Eucalyptus Oils, 10 p.

- 1899. On the Pinenes of the Oils of the Genus Eucalyptus, Part 1, 13 p.

## Honores
- 1922 fue galardonado con el "Premio David Syme" de la Universidad de Melbourne por estudios originales.

- presidente de la Real Sociedad de Nueva Gales de Sur, en 1913, brazo en New South Wales del Australian Chemical Institute, desde 1922 a 1923

- miembro de la Sección de Química de la "Australasian Association for the Advancement of Science", en el encuentro hecho en Wellington, en 1923

- La abreviatura «H.G.Sm.» se emplea para indicar a Henry George Smith como autoridad en la descripción y clasificación científica de los vegetales.[3]